# Robin Sampson
Robin David Sampson (* 23. November 1940 in Bulawayo, heutiges Simbabwe) ist ein neuseeländischer Bogenschütze.
Sampson nahm an den Olympischen Spielen 1972 in München teil und beendete den Wettkampf im Bogenschießen als einziger Teilnehmer seines Landes auf Rang 53 von 55 gestarteten Schützen.
Er lebt in der Region Hawke’s Bay.